# Бориси (Кременчуцький район)
Бориси́ — село в Україні, у Глобинській міській громаді Кременчуцького району Полтавської області. Населення на 1 січня 2011 року становить 482 особи. День села — 27 вересня.

## Географія
Село Бориси знаходиться біля витоків невеликий безіменної річечки, яка через 6 км впадає в Кременчуцьке водосховище, нижче за течією на відстані 1,5 км розташоване село Кагамлик. Село розташоване за 21 км від райцентру м. Глобине.
Площа населеного пункту — 562,7 га.
На території села знаходиться п'ять ставків.

## Історія
Село існувало вже на початку 17 століття.
Назва населеного пункту започаткована від козака Бориса, який перший оселився на цій території.
У 1856 році була відкрита перша церква, а в 1864 році: церковно-приходська школа.
У 1900 році у селі Бориси з хуторами Башилівка, Василенкове, Натягайлівка проживало 1563 особи (771 особа чоловічої статі та 792 особи жіночої статі).
Станом на 1 січня 1910 року в с. Бориси було 231 господарство. Після об'єднання з кріпацьким хутором «Коденцівкою» в селі налічувалось 1330 чоловік населення, які мали 1497 десятин земельних угідь.
У Національній книзі пам'яті жертв Голодомору 1932—1933 років в Україні вказано, що 912 жителів села загинули від голоду.
У 1935 році на території села було створено три колгоспи: «Червоний партизан», ім. Леніна, «Ворошилова», на базі яких після війни був створений колгосп ім. Ілліча.
12 червня 2020 року, відповідно до розпорядження Кабінету Міністрів України № 721-р «Про визначення адміністративних центрів та затвердження територій територіальних громад Полтавської області», село увійшло до складу Глобинської міської громади.
19 липня 2020 року, в результаті адміністративно - територіальної реформи та ліквідації Глобинського району, село увійшло до складу новоутвореного Кременчуцького району.

## Репресовані радянською владою односельці
1. Заіка Михайло Прокопович — 1889 року народження, місце народження: Полтавська обл. с. Бориси Глобинського р-ну, національність: українець, соціальне походження: із селян, освіта: освіта початкова, останнє місце проживання: с. Бориси, останнє місце роботи: Працівник заготконтори, Заарештований 20 лютого 1938 р., Засуджений Особливою трійкою при УНКВС Полтавської обл. 7 квітня 1938 р. за ст. ст. 54-10 ч. 1, 54-11 КК УРСР до розстрілу. Вирок виконано 27 травня 1938 р.

## Населення
Населення в 1910 році — 1330 осіб.
Згідно з переписом УРСР 1989 року чисельність наявного населення села становила 717 осіб, з яких 292 чоловіки та 425 жінок.
За переписом населення України 2001 року в селі мешкали 603 особи.
Населення села на 1 січня 2011 року складає — 482 осіб і 228 дворів.

### Мова
Розподіл населення за рідною мовою за даними перепису 2001 року:
| Мова       | Кількість | Відсоток |
| ---------- | --------- | -------- |
| українська | 583       | 95.89%   |
| російська  | 24        | 3.95%    |
| угорська   | 1         | 0.16%    |
| Усього     | 608       | 100%     |

## Влада
Сільські голови:
- Спориш Юрій Григорович[1]
31.10.2010 — зараз
26.03.2006 — 31.10.2010
- Байсара Тимофій Петрович[1]

 ? — ?

## Економіка
Виробнича спеціалізація підприємств розташованих на території Борисівської сільської ради: вирощування зернових, зернобобових та технічних культур:
| №  | Назва підприємства | П. І. Б. керівника | Вид діяльності  | Загальна площа земель, га |
| -- | ------------------ | ------------------ | --------------- | ------------------------- |
| 1  | СФГ «Зеніт»        | Подкич В. В.       | С-г виробництво | 384,26                    |
| 2  | СФГ «Велес»        | Безштанько В. М.   | С-г виробництво | 244,72                    |
| 3  | ФГ «Бориси»        | Ремез B.C.         | С-г виробництво | 51,99                     |
| 4  | ТОВ «ЛАН- АГРО»    | Писанка О. І.      | С-г виробництво | 660,10                    |
| 5  | СФГ «Верест»       | Голобородько С. І. | С-г виробництво | 195,73                    |
| 6  | СФГ «Берегиня»     | Мисяк М. Ю.        | С-г виробництво | 50,70                     |
| 7  | СФГ «Агат»         | Давиденко П.М      | С-г виробництво | 15,20                     |
| 8  | СФГ «Квант»        | Старченко М. Г.    | С-г виробництво | 4,20                      |
| 9  | ФГ «Іва»           | Підцерковний В. А. | С-г виробництво | 45,90                     |
| 10 | ФГ «Світовид»      | Безштанько О. В.   | С-Г виробництво | 76,30                     |
| 11 | ФГ «Михайлик»      | Михайлик О. В.     | С-г виробництво | 54,80                     |
| 12 | одноосібники       | 93 чол.            |                 | 391,75                    |

## Інфраструктура
На території села діють:
- поштове відділення зв'язку
- фельдшерсько-акушерський пункт
- Борисівська сільська бібліотека, завідувачка — Підцерковна Людмила Миколаївна
- два магазини
- баня

Село газифіковане у 2006 році.

## Спорт
Є футбольна команда, яка утримується фермерським господарством «Зеніт» голова Подкич В. В.

## Пам'ятники
На центральній площі знаходиться пам'ятник Герою Радянського Союзу Борисенку В. П., який загинув у роки Другої Світової війни в боях за Будапешт(1945).

## Особистості
Серед випускників Борисівської школи є 34 офіцери, 56 учителів, 24 агрономи і зоотехніки, 19 інженерів, 17 медичних працівників, 11 залізничників, сотні механізаторів, водіїв, свинарок, доярок та інших працівників.
- Верменич Володимир Миколайович — український композитор, хоровий диригент, педагог.
- Байсара Андрій Тимофійович — генерал-лейтенант
- Кислий Микола Дмитрович — доктор медичних наук, професор Московського університету Дружби народів
- Тарасенко Володимир Олександрович — український поет
- Бідаш Юрій Іванович — кандидат сільськогосподарських наук, завідувач лабораторії технічних, кормових та овочевих культур Устимівської дослідної станції
- Синенко Світлана Іванівна — український політик, педагог, науковець.